# Хелльосен
Стадион «Хе́лльо́сен» (швед. Hällåsen) — спортивное сооружение в Сёдерхамне, Швеция. Сооружение предназначено для проведения матчей по хоккею с мячом. Арену для домашних игр использует команда по хоккею с мячом «Бруберг/Сёдерхамн». 
Открыта арена в 1977 году.
Инфраструктура: искусственный лёд.

## Информация
Адрес: Швеция, Сёдерхамн